# Битва титанів
«Битва титанів» (англ. Clash of the Titans) — епічний фантастичний пригодницький фільм режисера Десмонда Девіса за сценарієм Беверлі Кросса, заснований на грецькому міфі про Персея в 1981 році. У головних ролях - Гаррі Гамлін, Джуді Боукер, Берджесс Мередіт, Меґі Сміт і Лоуренс Олів'є. Фільм є останньою роботою художника зі стоп-моушн візуальних ефектів Рея Гарріхаузена.
Фільм спільного виробництва США та Великої Британії вийшов на екрани 12 червня 1981 року і зібрав у північноамериканському прокаті 41 мільйон доларів , що зробило його одинадцятим найкасовішим фільмом року . 1981 року також було опубліковано новелу Алана Діна Фостера. Однойменний 3D-ремейк був випущений Warner Bros. 2 квітня 2010 року .

## Сюжет
Аргоський цар Акрисій ув'язнює свою доньку Данаю, намагаючись запобігти пророцтву про те, що її дитина принесе йому загибель. Коли бог Зевс запліднює Данаю, Акрісій виганяє її та її новонародженого сина Персея в море у дерев'яній скрині. У відплату Зевс вбиває Акрисія і наказує Посейдону випустити останнього з Титанів, велетенське морське чудовисько на ім'я Кракен, щоб той знищив Аргос. Даная і Персей благополучно допливають до острова Серіфос, де Персей дорослішає до повноліття.
Калібос, зіпсований син морської богині Фетіди, заручений з принцесою Андромедою, дочкою цариці Кассіопеї з Яффи; але за скоєння кількох злодіянь, зокрема за знищення священних летючих коней Зевса (крім Пегаса), Калібос перетворюється на потворне чудовисько, щоб відповідати потворності свого холодного серця.
У помсту Фетіда переносить дорослого Персея до покинутого амфітеатру в Яффи, де він знайомиться з воїном Талло та літнім поетом на ім'я Аммон. Персей дізнається, що на Андромеді лежить прокляття і вона не може вийти заміж, доки її наречений не відгадає загадку, загадану Калібосом. Зевс посилає Персею божественний шолом від Афіни, який робить його власника невидимим, чарівний меч від Афродіти та щит від Гери. Після захоплення Пегаса Персей слідує за велетенським грифом Калібосом, який забирає дух Андромеди під час її сну, щоб дізнатися наступну загадку. Калібос викриває Персея і ледь не вбиває його. У сутичці Калібос втрачає ліву руку, а Персей - шолом.
Наступного ранку Персей представляється нареченим і правильно відповідає на загадку - відповіддю є перстень, подарований Калібосу його матір'ю, який все ще прикріплений до ампутованої руки, що виграв руку Андромеди в шлюбі. Дізнавшись, що Фетіда не може діяти проти Персея, Калібос натомість вимагає, щоб вона помстилася Джоппі.
На весіллі у храмі Фетіди Кассіопея заявляє, що краса Андромеди більша за красу Фетіди. Фетіда, використовуючи голову статуї, щоб говорити через неї, заявляє, що Кассіопея заплатить за свої вихваляння і за кривду, завдану Калібосу, і вимагає, щоб Андромеда була принесена в жертву Кракену під загрозою знищення Джоппи.
Персей шукає спосіб перемогти Кракена. Однак Пегаса захоплює Калібос та його люди. Зевс наказує Афіні віддати Персею свою сову Бубо, але та відмовляється. Натомість вона наказує Гефесту створити механічну копію, яка приводить Персея, Андромеду, Аммона, Талло та кількох воїнів до стигійських відьом. Забравши їхнє чарівне око, Персей змушує їх розповісти, що єдиний спосіб перемогти Кракена - це використати голову Горгони Медузи, чий погляд може перетворити на камінь будь-яку живу істоту. Медуза живе на острові в річці Стікс на краю підземного царства. Наступного дня Персей з воїнами продовжує свою подорож, а Андромеда з Аммоном повертаються до Йоппи.
На острові Горгони троє воїнів, які подорожували з Персеєм, гинуть. Персей бореться і вбиває охоронця Медузи, двоголового пса на ім'я Діоскілос. У лігві Горгони Персей використовує світловідбиваючу сторону свого щита, щоб обдурити Медузу, обезголовити її і забрати її голову. Однак щит Персея розчиняється її їдкою кров'ю. Коли Персей та його побратими збираються повертатися, Калібос заходить до їхнього табору і пробиває плащ з головою Медузи, внаслідок чого її кров проливається і породжує трьох велетенських скорпіонів. Калібос і три скорпіони нападають на решту ескорту Персея і вбивають його. Поодинці Персей долає трьох скорпіонів і вбиває Калібоса.
Ослаблений боротьбою, Персей посилає Бубо врятувати Пегаса від поплічників Калібоса. Діставшись амфітеатру в Йоппі, Персей падає від виснаження. Андромеду приковують до жертовної скелі за межами Йоппи і викликають Кракена. Бубо відволікає чудовисько, поки Персей, чиї сили таємно відновив Зевс, не з'являється на Пегасі. Використовуючи голову Медузи, Персей скам'янює кракена, змушуючи його розпастися на шматки. Потім Персей кидає голову в море, звільняє Андромеду і одружується з нею.
Боги пророкують Персею та Андромеді щасливе життя, мудре правління та народження дітей, а Зевс забороняє іншим богам мститися їм. На їхню честь названі сузір'я Персея, Андромеди, Пегаса та Кассіопеї.